# Арон Пумнул
Арон Пумнул (рум. Aron Pumnul; нар. 27 листопада 1818, Кучулата, Трансільванія  — † 12 січня 1866, Чернівці) — румунський  філолог, педагог,  письменник, культурний діяч, один з фундаторів духовного життя румунів Буковини

## Біографія
Народився в селянській родині

Початкову школу закінчив у м. Одорхей, гімназію в м. Блаж (1838-1841), теологічну семінарію у  Відні (1843-1846).

У Відні, крім теологічних наук, вивчав філософію та філологію.

Після навчання викладав філософію в Блазькому ліцеї.

За активну участь у подіях 1848 року А. Пумнула переслідують, і він емігрує на Буковину.

Проживає у свого друга Іраклія Порумбеску, батька видатного композитора Чіпріану Порумбеску.

Разом з братами Гурмузакі друкує з 1848 року газету « Буковина» і стає її редактором.

28 лютого 1849 року виграє конкурс на вакантну посаду завідувача першої кафедри румунської мови та літератури при Чернівецькій вищій гімназії; посаду цю обіймає до кінця свого життя.

Крім гімназії, він викладає в богословській семінарії.

Активно займався культурною діяльністю.

У науковій та творчій діяльності проявив себе як талановитий лінгвіст, автор дидактичних підручників та інших наукових праць.

Сприяв використанню латинського алфавіту замість кирилиці, безуспішно намагався заборонити неологізми.
 
Був людиною енциклопедичної культури, яка вірить у силу освіти для розвитку національного відродження і вважав центральним "питання про мову".

Однією з величезних заслуг А.Пумнула було те, що він був одним з фундаторів духовного життя румунів Буковини.

Помер Арон Пумнул 12 січня 1866 року в Чернівцях.

Міхай Емінеску, який був учнем Пумнула в чернівецькій гімназії, присвятив йому одну із своїх поезій.

## Друковані праці
- "Румынский лептурарну" - літературна антологія з цінною інформацією біографічних даних письменників, які проживали на Буковині. Антологія видана в 6 томах з 1862 по 1865 рік;

Меморіальна дошка Арона Пумнула на стіні ліцею Стефана Баторія в місті Клуж-Напока (Румунія)

- "Grammatik der rum. Sprache fur Mittelschule ibilh" (1864),
- "Незалежність румунської мови в своєму розвитку та в написанні" (1850, Чернівці),
- "«Бесіди батька з сином про мову та румунське слово" (1850, Чернівці),
- "Краткий очерк …" (1865, Чернівці).